# Nördliche Wei-Dynastie
Die Nördliche Wei-Dynastie (chinesisch 北魏, Pinyin Běi Wèi, W.-G. Pei3 Wei4) war eine Dynastie in Nordchina (385–535), die im Wesentlichen vom Volk der Tabgatsch (Tuoba) begründet wurde.

## Geschichte
Die Dynastie musste sich im Norden mit den Rouran auseinandersetzen, die seit dem frühen 5. Jahrhundert die Nordgrenze Chinas bedrohten. Im Süden hatte man es mit der nationalchinesischen Frühen Song-Dynastie (420–479) zu tun, die von der Südlichen Qi-Dynastie (479–501) und der Liang-Dynastie (502–557) gefolgt wurde. 423 entriss Tuoba Si (409–423) den Song die Stadt Luoyang.
Der bedeutendste Tuoba-Herrscher war Tuoba Tao (423–452). Seine Reiterei setzte sich 424/25, 429, 443, 449 und 458 erfolgreich mit den Rouran auseinander, bei denen er Berichten zufolge ein großes Blutbad anrichtete. Ferner riss er weitere Stücke Chinas an sich; diesmal von dem Xiongnu-Klan Ho-lien (Tung-wan/Shaanxi 426/27), den Bei Yan (auch Xianbei, in Jehol 436) und den Bei Liang (Kan-chou/Gansu 439). Damit war ganz Nordchina unter der Wei-Dynastie vereinigt.
Der Staat stand aber bald im destruktiven Spannungsverhältnis zwischen chinesischer Kultur und Verwaltung und derjeniger türkischer, mongolischer oder tibetischer Nomaden. Es muss jedoch bedacht werden, dass die Tabgatsch eine ungewöhnlich extreme Sinisierung betrieben, die chinesische Sprache annahmen und die hochrangigen Tabgatsch-Mitglieder dazu drängten, Han-Chinesen zu heiraten. So gingen die meisten nomadischen Elemente in den Tabgatsch schnell verloren. Die hochrangigen Tabgatsch nahmen chinesische Namen wie Yuan (元) und Li (李) an.
Tuoba Tao ließ z. B. 446 den Buddhismus in China verfolgen, damit seine Nomaden nicht verweichlichten und weigerte sich in die alten Kaiserstädte Chang’an und Luoyang umzuziehen. Trotzdem gaben die Chinesen zunehmend den Ton an, da deren Verwaltungserfahrung zur Versorgung der Bevölkerung unumgänglich war.
Die Tuoba-Herrscher waren von Anfang an bemüht, neues Land urbar zu machen und bewirtschaften zu lassen. Dabei hielten sie die Bauern und auch die Handwerker unter strenger, militärischer Kontrolle. Mit der steigenden Anzahl der Sesshaften im Reichsgefüge zur Zeit von Tuoba Tao, musste diese harte Politik flexibler werden. Die führende Person hierbei war der Ratgeber Cui Hao (381–450), der die chinesischen Verwaltungsmethoden und das chinesische Strafrecht einführte.
Schließlich wandelten der Hang zum Luxus und der damals durchdringende Einfluss des Buddhismus die Mentalität eines großen Teils der Tabgatsch-Aristokratie. Schon Tuoba Jun (452–465) hatte die Verfolgung der Buddhisten wieder aufgegeben, da schätzungsweise neun von zehn Familien diesem Glauben anhingen. Tuoba Hongyan (Xiaowendi, 471–499) verlegte die Hauptstadt 494 nach Luoyang, verbot die Kleidung der Nomaden, ihre Sprache, ihre Familiennamen und förderte Heiraten mit den großen chinesischen Familien. Dies führte zur endgültigen Sinisierung des Tabgatsch-Adels.
Ab 523 kam es zu einem Aufstand des anti-chinesischen Tabgatsch-Lagers, der zu teilweise bürgerkriegsähnlichen Auseinandersetzungen führte (524–34), in welchem die Nomadenwirtschaft zugrunde ging. Danach wurde das Reich 534/35 unter zwei Generälen geteilt (Östliche Wei und Westliche Wei) schließlich von zwei kurzlebigen Teildynastien abgelöst, die dann von der Sui-Dynastie ersetzt wurden.

## Herrscher der Nördlichen Wei-Dynastie 385–535
| Postumer Name (Shi Hao, 諡號) | Geburtsname                          | Regierungszeit | Äranamen (Nian Hao, 年號) und jeweilige Zeitspanne |
| --- | ------------------------------------ | -------------- | --- |
| Nördliche Dynastie |                                      |                | |
| chinesische Konvention: „Wei“ + postumer Name + „di“                                                                                 |                                      |                | |
| Die Tuoba-Familie änderte ihren Familiennamen in 元 (yuan2) unter der Herrschaft von Xiao Wen (496), weshalb es hier übernommen ist. |                                      |                | |
| Dao Wu (道武帝 dao4 wu3 di4) | Tuoba Gui (拓拔珪 tou4 ba2 gui1)     | 386–409        | Dengguo (登國, deng1 guo2) 386-396 Huangshi (皇始, huang2 shi3) 396–398 Tianxing (天興, tian1 xing1) 398–404 Tianci (天賜, tian1 ci4) 404–409                                                                                                 |
| Ming Yuan (明元帝, ming2 yuan2 di4)                                                                                                  | Tuoba Si (拓拔嗣, tou4 ba2 si4)      | 409–423        | Yongxing (永興, yong3 xing1) 409–413 Shenrui (神瑞, shen2 rui4) 414–416 Taichang (泰常, tai4 chang2) 416–423 |
| Tai Wu (太武帝, tai4 wu3 di4) | Tuoba Tao (拓拔燾, tou4 ba2 tao2)    | 424–452        | Shiguang (始光, shi3 guang1) 424-428 Shenjia (神(鹿下加), shen2 jia1) 428–431 Yanhe (延和, yan2 he2) 432–434 Taiyan (太延, tai4 yan2) 435–440 Taipingzhenjun (太平真君, tai4 ping2 zhen1 jun1) 440–451 Zhengping (正平, zheng4 ping2) 451–452 |
| Nan An Wang (南安王, nan2 an1 wang2)                                                                                                 | Tuoba Yu (拓拔余, tou4 ba2 yu2)      | 452            | Yongping (永平, yong3 ping2) oder Chengping (承平, cheng2 ping2) 452 |
| Wen Cheng (文成帝, wen2 cheng2 di4)                                                                                                  | Tuoba Jun (拓拔濬, tou4 ba2 jun4)    | 452–465        | Xingan (興安, xing1 an1) 452–454 Xingguang (興光, xing1 guang1) 454–455 Taian (太安, tai4 an1) 455–459 Heping (和平, he2 ping2) 460–465 |
| Xian Wen (獻文帝, xian4 wen2 di4) | Tuoba Hong (拓拔弘, tou4 ba2 hong2)  | 466–471        | Tianan (天安, tian1 an1) 466–467 Huangxing (皇興, huang2 xing1) 467–471 |
| Xiao Wen (孝文帝, xiao4 wen2 di4) | Yuan Hong (元宏, yuan2 hong2)        | 471–499        | Yanxing (延興, yan2 xing1) 471–476 Chengming (承明, cheng2 ming2) 476 Taihe (太和, tai4 he2) 477–499 |
| Xuan Wu (宣武帝, xuan1 wu3 di4) | Yuan Ke (元恪, yuan2 ke4)            | 500–515        | Jingming (景明, jing3 ming2) 500–503 Zhengshi (正始, zheng4 shi3) 504–508 Yongping (永平, yong3 ping2) 508–512 Yanchang (延昌, yan2 chang1) 512–515                                                                                           |
| Xiao Ming (孝明帝, xiao4 ming2 di4)                                                                                                  | Yuan Xu (元詡, yuan2 xu3)            | 516–528        | Xiping (熙平, xi1 ping2) 516–518 Shengui (神龜, shen2 gui1) 518–520 Zhengguang (正光, zheng4 guang1) 520–525 Xiaochang (孝昌, xiao4 chang1) 525–527 Wutai (武泰, wu3 tai4) 528                                                                |
| Xiao Zhuang (孝莊帝, xiao4 zhuang1 di4)                                                                                              | Yuan Zi You (元子攸, yuan2 zi5 you1) | 528–530        | Jianyi (建義, jian4 yi4) 528 Yongan (永安, yong3 an1) 528–530 |
| Chang Guang Wang (長廣王, chang2 guang3 wang2) oder Jing (敬帝, jing4 di4)                                                           | Yuan Ye (元曄, yuan2 ye4)            | 530–531        | Jianming (建明, jian4 ming2) 530–531 |
| Jue Min (節閔帝´, jie2 min3 di4) | Yuan Gong (元恭, yuan2 gong1)        | 531–532        | Putai (普泰, pu3 tai4) 531–532 |
| An Ding Wang (安定王, an1 ding4 wang2) oder Chu Di (出帝, chu1 di4)                                                                  | Yuan Lang (元朗, yuan2 lang3)        | 531–532        | Zhongxing (中興, zhong1 xing1) 531–532 |
| Xiao Wu (孝武帝, xiao1 wu3 di4) | Yuan Xiu (元脩, yuan2 xiu1)          | 532–535        | Taichang (太昌, tai4 chang1) 532 Yongxing (永興, yong3 xing1) 532 Yongxi (永熙, yong3 xi1) 532–535 |